# Tiltepec
Tiltepec är en ort i Mexiko.   Den ligger i kommunen Jiquipilas och delstaten Chiapas, i den sydöstra delen av landet, 700 km sydost om huvudstaden Mexico City. Tiltepec ligger 693 meter över havet och antalet invånare är 2 007.
Terrängen runt Tiltepec är kuperad åt sydväst, men åt nordost är den platt. Runt Tiltepec är det ganska glesbefolkat, med 43 invånare per kvadratkilometer. Närmaste större samhälle är Arriaga, 17,7 km söder om Tiltepec. I omgivningarna runt Tiltepec växer huvudsakligen savannskog.